# Ивашинцов, Дмитрий Александрович
Дмитрий Александрович Ивашинцов (род. 24 ноября 1944, Ленинград) — российский учёный в области гидротехнического строительства. Заслуженный деятель науки РФ.
Окончил Ленинградский Политехнический институт им. М. И. Калинина (1967). Доктор технических наук, профессор. Опубликовал более 80 работ в области гидроэнергетики.
По окончании института работает во Всесоюзном научно-исследовательском институте гидротехники им. Б. Е. Веденеева Минэнерго СССР (с 1993 г. подчинён РАО «ЕЭС России»). В 1992—2003 гг. его генеральный директор, позднее — главный научный сотрудник — консультант.
В период 1967—1987 гг. занимался вопросами энергетического и гидромехнического оборудования ГЭС. При его непосредственном участии была обоснована компоновка ГЭС с двухъярусным расположением отсасывающих труб, внедренная в проектах Токтогульской и Бурейской ГЭС. Исследования гидродинамики кольцевых турбулентных струй позволили разработать целый ряд оригинальных конструкций, в том числе: высоконапорный игольчатый затвор, устройство для гашения энергии струи в напорном водоводе, а также специальные системы для безопасной загрузки супертанкеров, за внедрение изобретения, созданного после 20 августа 1973 года вручен нагрудный знак Изобретатель СССР.
В восьмидесятые годы Д. А. Ивашинцов являлся научным руководителем программы (в рамках НТП ГКНТ СССР) по разработке и исследованию совмещённых строительно-эксплуатационных водосборов, их затворных камер и устройств сопряжения с нижним бьефом. Результаты этой работы нашли внедрение в проектах Бурейской, Рогунской и Саяно-Шушенской ГЭС.
В 1985—1990 гг. Д. А. Ивашинцов совместно со специалистами СПбГТУ, НИИПТа, СКБ Ленгидросталь, Ленгидропроекта занимался обоснованием схем выдачи мощности ГЭС в строительный период. В последние годы он разрабатывает вопросы оценки и методологии расчета социально-демографического риска, связанного со строительством и эксплуатацией ГЭС. Данное направление исследований приобретает особую актуальность в связи с принятием Федерального закона «О безопасности гидротехнических сооружений». В 1980—1995 гг. Д. А. Ивашинцов являлся руководителем ряда заданий научно-технических программ Государственного комитета науки и техники, Министерства топлива и энергетики Российской Федерации и Российского акционерного общества «Единая энергетическая система России» (РАО «ЕЭС России»); в 1990—1995 гг. был руководителем программы 0.04 «Экологически чистая гидроэнергетика», с 1996 г. является научным руководителем отраслевой научно-технической программы 0.05 «Гидроэлектростанции и энергетические сооружения».
Действительный член Российской и Международной инженерных Академий, Академии водохозяйственных наук РФ, МАНЭБ и Российской академии естественных наук. Председатель Российского национального комитета международной ассоциации гидравликов (МАГИ), член бюро Российского национального комитета международной комиссии по большим плотинам (СИГБ).
С конца 1990-х гг. Д. А. Ивашинцов занимается также культурологическими изысканиями. Он является главным редактором альманаха «Русский міръ» Архивная копия от 9 ноября 2017 на Wayback Machine, сопредседателем проходивших в Санкт-Петербурге конференций «Русский міръ — проблемы и перспективы» (2002, 2004).